# 朱逌然
朱逌然（1836年—1882年；逌读音：yōu）。字肯夫，亦字肯甫；号味莲，室名孱守斋。浙江余姚（今宁波余姚市）人，有误作义乌人，清朝末年学者。

## 生平
登清同治元年（1862年）壬戌科二甲进士。改庶吉士，散馆授翰林院编修。先后担任湖南、四川学政，在所任之处都很有口碑。官至詹事府詹事。在四川任上逝世。朱逌然是当时的名学者，于训诂、六书、毛诗周礼、榖梁春秋都有很深的研究。与夫人钱卿藻都擅画。

### 主要事迹
- 清光绪元年（1875年） ：在湖南学政任上，朱逌然将湘水校经堂改名为校经书院。
- 清光绪八年（1882年）：时任湖南提学使的朱逌然倡议创立船山书院（以王夫之命名）。衡州（今湖南衡山）乡坤彭玉麟、王之春、杨概、程商霖、蒋霞初等捐资。朱逌然将船山祠（位于衡阳城内王衙坪，是王夫之出生处）创办为“船山书院”。

## 家族
同族远祖朱之瑜。祖父朱文治，父亲内阁学士朱兰，夫人钱卿藻是画家。有三子：燕生、湘生、鄂生（分别在京师、湖南、湖北出生，故名），均为余姚中学创始校董。后人中有中国数理先驱朱公谨（朱兰四世孙，朱燕生之子）。

## 代表学生
在督学四川任上，柯劭忞（光绪十二年进士，著名史学家）和杨积芳（光绪戊子科举人）都在朱逌然幕下。

## 代表著作
- 《朱肯夫先生日记摘录》，是王筠的《说文》广例，简称《说文广例》。
- 《朱逌然日记》，被收藏于《续编清代稿钞本》中。
- 清 朱逌然《致龚显曾书》，现存温州博物馆。
- 相关遗物：光绪《吏部為朱逌然補授詹事府詹事事送軍機處之知照》。